# Belajske Poljice
Belajske Poljice – wieś w Chorwacji, w żupanii karlowackiej, w gminie Barilović. W 2011 roku liczyła 597 mieszkańców.